# Aiguille de la Tsa
L'aiguille de la Tsa, qui culmine à 3 667 mètres, est un sommet des Alpes suisses dans le canton du Valais. Cette pointe est située en face d'Arolla à l'extrémité du val d'Hérens.

## Toponymie
« Tsa » en patois valaisan représente le pâturage supérieur à 2 200 mètres.

## Géographie

### Situation
L'aiguille de la Tsa se trouve dans le groupe qui va des dents de Veisivi aux Bouquetins, chaînon orienté nord-sud. Ce chaînon comprend plusieurs sommets significatifs : les Bouquetins, les Douves Blanches, la pointe de Tsalion, la dent de Perroc et les dents de Veisivi.
Elle domine de 80 mètres le glacier de l'Aiguille sur son versant est et le glacier de la Tsa sur son versant ouest.
L'accès aux deux versants de l'aiguille de la Tsa se fait à partir de la cabane de Bertol. 

### Géologie
Comme la plupart des autres grands sommets du val d'Hérens (les Bouquetins, Pigne d'Arolla, les Douves Blanches, Grande dent de Veisivi, dent de Perroc, mont Blanc de Cheilon, etc.), l'aiguille de la Tsa  est constituée de gneiss d'Arolla ayant l'aspect d'un granite plus ou moins schisteux de couleur vert tendre.

## Premières ascensions
- 1868 : première ascension le 21 juillet, versant est par les guides Pierre Beytrison, Gaspard Gaspoz, Pierre Quinodoz, Pierre Vuignier et Jean Vuignier[2].
- 1889 : face sud-ouest le 26 juillet par Miss Katharine Richardson, Jean-Baptiste Bich, Antoine Maître et Émile Rey[2].
- 1971 : face nord-ouest les 27 et 28 décembre par Francis Dechany et Daniel Heymans[2].
- 1976 : fissure de la face nord-ouest le 8 juillet par Eugène Aymon, Camille Bournissen et Jean-Blaise Fellay[2].

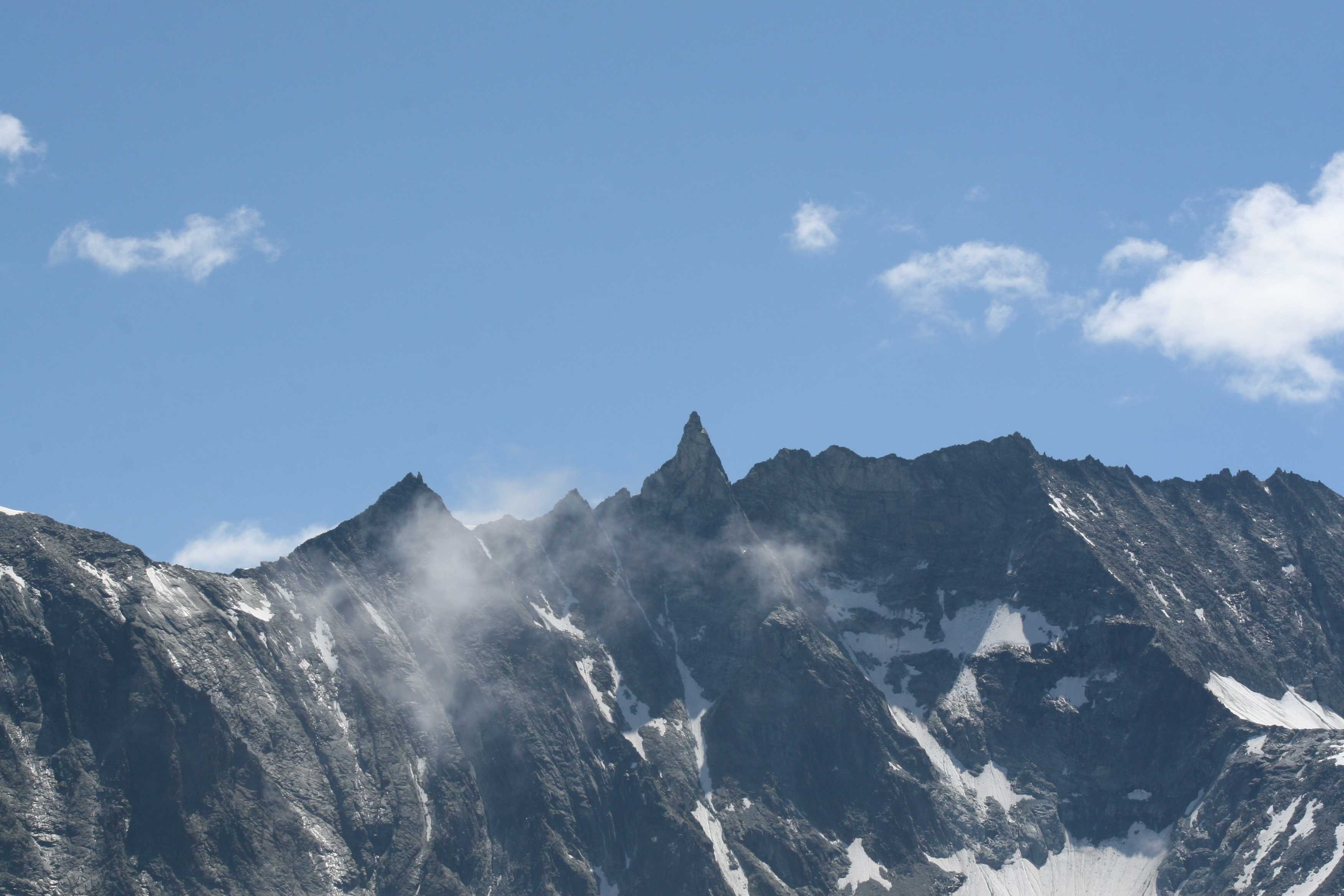
Vue du sommet.